# Hermann Martin (Sportschütze)
Jean Marie Hermann Martin (* 8. April 1869 in Lyon; † 4. Januar 1917 ebenda) war ein französischer Sportschütze.

## Erfolge
Hermann Martin nahm an den Olympischen Zwischenspielen 1906 in Athen in neun Disziplinen teil. Mit dem Militärrevolver aus dem Modelljahr 1874 belegte er hinter Jean Fouconnier und Raoul de Boigne den dritten Platz. Dabei traf er wie Fouconnier und de Boigne alle 30 Ziele, kam jedoch im Gegensatz zu Fouconnier mit 219 Ringen und de Boigne mit 216 Ringen nur auf 215 Ringe. Bei den übrigen Disziplinen platzierte sich Martin außerhalb des Podiums und kam nur in zwei weiteren Pistolen-Disziplinen unter die besten Zehn.